# Michael Shih (Geiger)
Michael Shih ist ein aus Taiwan stammender US-amerikanischer Geiger und Musikpädagoge.
Shih studierte an der Juilliard School bei Dorothy DeLay und Hyo Kang. Weitere Lehrer waren Chiu-Sen Chen, Masao Kawasaki, Shue-Tee Lee und Margaret Pardee. Von 1995 bis 2001 unterrichtete er an der Lucy Moses School for Music and Dance in New York City. Seit 2004 unterrichtet er, zunächst als adjunct instructor, später als Distinguished Guest Professor an der Texas Christian University. Seit 2013 hat er eine Gastprofessur an der East China Normal University inne.
Als Kammermusiker arbeitete Shih u. a. mit Leon Fleisher, Sharon Isbin, Jaime Laredo, Cho-Liang Lin, Yo-Yo Ma, Michael Tree und Charles Wadsworth zusammen und war von 1992 bis 2002 Erster Geiger des Whitman Quartet. Er nahm an verschiedenen Musikfestivals (u. a. Aspen, Bard, Chamber Music Northwest, Chautauqua, La Jolla, Spoleto) und trat u. a. beim Chiehshou Hall Concert im Amtssitz des Präsidenten von Taiwan, bei der Chamber Music Society des Lincoln Center und bei Chamber Music International in Dallas auf. Bei den Konzertreihen Cliburn at the Bass und Cliburn at the Modern der Van Cliburn Society spielte er Werke von John Corigliano, Sebastian Currier, Osvaldo Golijov, Jennifer Higdon und Lowell Liebermann.
Als Violinsolist debütierte Shih 1992 in der Weill Recital Hall der Carnegie Hall. Es folgten Auftritte mit dem Los Angeles Philharmonic Orchestra in der Hollywood Bowl, der Little Orchestra Society in der Avery Fisher Hall, der Williamsburg Symphonia, dem Abilene Philharmonic Orchestra, der New York Youth Symphony, der San Pedro Sula Symphony in Honduras und der Taipei Symphony in der Nationalen Konzerthalle von Taipeh. 2007 spielte er unter der Leitung von Miguel Harth-Bedoya die Uraufführung von Kevin Puts’ Violinkonzert mit dem Fort Worth Symphony Orchestra, dessen Konzertmeister er seit 2001 ist. Mit diesem Orchester unternahm er Konzertreisen durch die USA und Taiwan, Kanada, Frankreich, Deutschland, Costa Rica, Honduras, Peru, Japan und Korea.